# グレイラグ
グレイラグ（Grey Lag、1918年 - 1942年）は、アメリカ合衆国の競走馬・種牡馬。グレイラグとは北ヨーロッパに生息しているガチョウの一種で、同馬には栗毛の馬体の中に灰色の斑点が見られることからこの名前がつけられたと考えられる。引退後、2度に渡り競走馬として復帰するという数奇な運命をたどった馬であった。20世紀のアメリカ名馬100選では54位に選ばれた。

## 経歴

### 競走馬時代
1920年にデビューしたグレイラグは、最初の4戦こそ凡走したものの、5戦目で勝ちあがり、シャンペンステークスの6馬身差圧勝を皮切りにステークス競走を計3勝し、13戦4勝の成績で2歳シーズンを終えた。ところが、脚部に外傷を負ってしまったためにケンタッキーダービーには出走できず、復帰は翌1921年5月末の一般戦だった。ここを快勝し、当時は11ハロンで行われていたベルモントステークスを先行抜け出しの競馬で3馬身差の勝利を収めると、グレイラグの快進撃が始まった。続くブルックリンハンデキャップではエクスターミネーターらを下し、ドワイヤーステークス、デヴォンシャーパーク国際ステークスはレコード勝ち、ニッカポッカハンデキャップは134ポンドの斤量を背負っての勝利で8連勝を記録し、この年の年度代表馬に選ばれた。
1922年は6戦5勝とほぼ完璧な成績を収めた。唯一の敗戦は、連覇を目指したブルックリンハンデキャップで、エクスターミネーターとの接戦の末に敗れたものである。だが、2ヶ月後のサラトガハンデキャップではエクスターミネーターに雪辱を果たしている。翌1923年は5戦4勝、ロングビーチハンデキャップでスノッブの2着に敗れただけと、ほぼ完璧な成績を残して引退、種牡馬入りした。

### 種牡馬から復帰
ところが、グレイラグは生殖能力に問題を抱えていたため、わずか19頭の産駒にしか恵まれなかった。その後、完全に種馬としての機能が失墜してしまったため、グレイラグは再び競走馬として復帰することになった。
1927年、グレイラグはすでに9歳という競走馬としての高齢期を迎えていたが、2戦して2勝。翌1928年には4戦して1勝、3着2回と健闘するも、もはや全盛期の走りでないことは明らかだった。グレイラグは再度引退し、乗馬としてとある獣医に売却されるが、直後その馬主が急逝してしまう。
遺産処分によりまたも別の主人に仕えることになったグレイラグは、13歳にして三度目の現役復帰を、新天地カナダで迎えることとなった。出走したレースは下級のクレーミング競走。かつて全米に君臨した王者のあまりにも憐れな末路に、これを見た最初の馬主のひとりハリー・フォード・シンクレアがカナダから再度買い戻し、グレイラグはランコーカスステーブルにようやく安息の地を得ることができた。
1942年に死亡。1957年にアメリカ競馬名誉の殿堂博物館に殿堂馬として選定されている。
種牡馬として活躍することができなかったため産駒は少なかったものの、そのうちの1頭グレイオラ（Greyola、1927年生・牝馬）はステークス競走勝ちを収める活躍を見せ、1930年のアグアカリエンテダービーではトラヴァーズステークス馬ジムダンディを破って優勝するなど将来が有望視されていた。しかし、東海岸への輸送中に交通事故に遭い、死亡している。

## 血統表
| グレイラグの血統（アイソノミー系（エクリプス系） / Lord Clifden 5x5=6.25%、 Macaroni 母内5x5=6.25%） | グレイラグの血統（アイソノミー系（エクリプス系） / Lord Clifden 5x5=6.25%、 Macaroni 母内5x5=6.25%） | グレイラグの血統（アイソノミー系（エクリプス系） / Lord Clifden 5x5=6.25%、 Macaroni 母内5x5=6.25%） | （血統表の出典）     | （血統表の出典）     |
| 父 Star Shoot 1898 栗毛                                                                              | 父の父Isinglass 1890 黒鹿毛                                                                          | Isonomy                                                                                              | Sterling             | Sterling             |
| 父 Star Shoot 1898 栗毛                                                                              | 父の父Isinglass 1890 黒鹿毛                                                                          | Isonomy                                                                                              | Isola Bella          |                      |
| 父 Star Shoot 1898 栗毛                                                                              | 父の父Isinglass 1890 黒鹿毛                                                                          | Dead Lock                                                                                            | Wenlock              | Wenlock              |
| 父 Star Shoot 1898 栗毛                                                                              | 父の父Isinglass 1890 黒鹿毛                                                                          | Dead Lock                                                                                            | Malpractice          |                      |
| 父 Star Shoot 1898 栗毛                                                                              | 父の母Astrology 1887 栗毛                                                                            | Hermit                                                                                               | Newminster           | Newminster           |
| 父 Star Shoot 1898 栗毛                                                                              | 父の母Astrology 1887 栗毛                                                                            | Hermit                                                                                               | Seclusion            |                      |
| 父 Star Shoot 1898 栗毛                                                                              | 父の母Astrology 1887 栗毛                                                                            | Stella                                                                                               | Brother to Strafford | Brother to Strafford |
| 父 Star Shoot 1898 栗毛                                                                              | 父の母Astrology 1887 栗毛                                                                            | Stella                                                                                               | Toxophilite Mare     |                      |
| 母 Miss Minnie 1908 栗毛                                                                             | 母の父Meddler 1890 鹿毛                                                                              | St.Gatien                                                                                            | The Rover            | The Rover            |
| 母 Miss Minnie 1908 栗毛                                                                             | 母の父Meddler 1890 鹿毛                                                                              | St.Gatien                                                                                            | Saint Editha         |                      |
| 母 Miss Minnie 1908 栗毛                                                                             | 母の父Meddler 1890 鹿毛                                                                              | Busybody                                                                                             | Petrarch             | Petrarch             |
| 母 Miss Minnie 1908 栗毛                                                                             | 母の父Meddler 1890 鹿毛                                                                              | Busybody                                                                                             | Spinaway             |                      |
| 母 Miss Minnie 1908 栗毛                                                                             | 母の母Spectrum 1896 栗毛                                                                             | Orvieto                                                                                              | Bend Or              | Bend Or              |
| 母 Miss Minnie 1908 栗毛                                                                             | 母の母Spectrum 1896 栗毛                                                                             | Orvieto                                                                                              | Napoli               |                      |
| 母 Miss Minnie 1908 栗毛                                                                             | 母の母Spectrum 1896 栗毛                                                                             | False Sight                                                                                          | Melton               | Melton               |
| 母 Miss Minnie 1908 栗毛                                                                             | 母の母Spectrum 1896 栗毛                                                                             | False Sight                                                                                          | Mirage F-No.13-b     |                      |